# اکا پادا راجا کاپوتاسانا

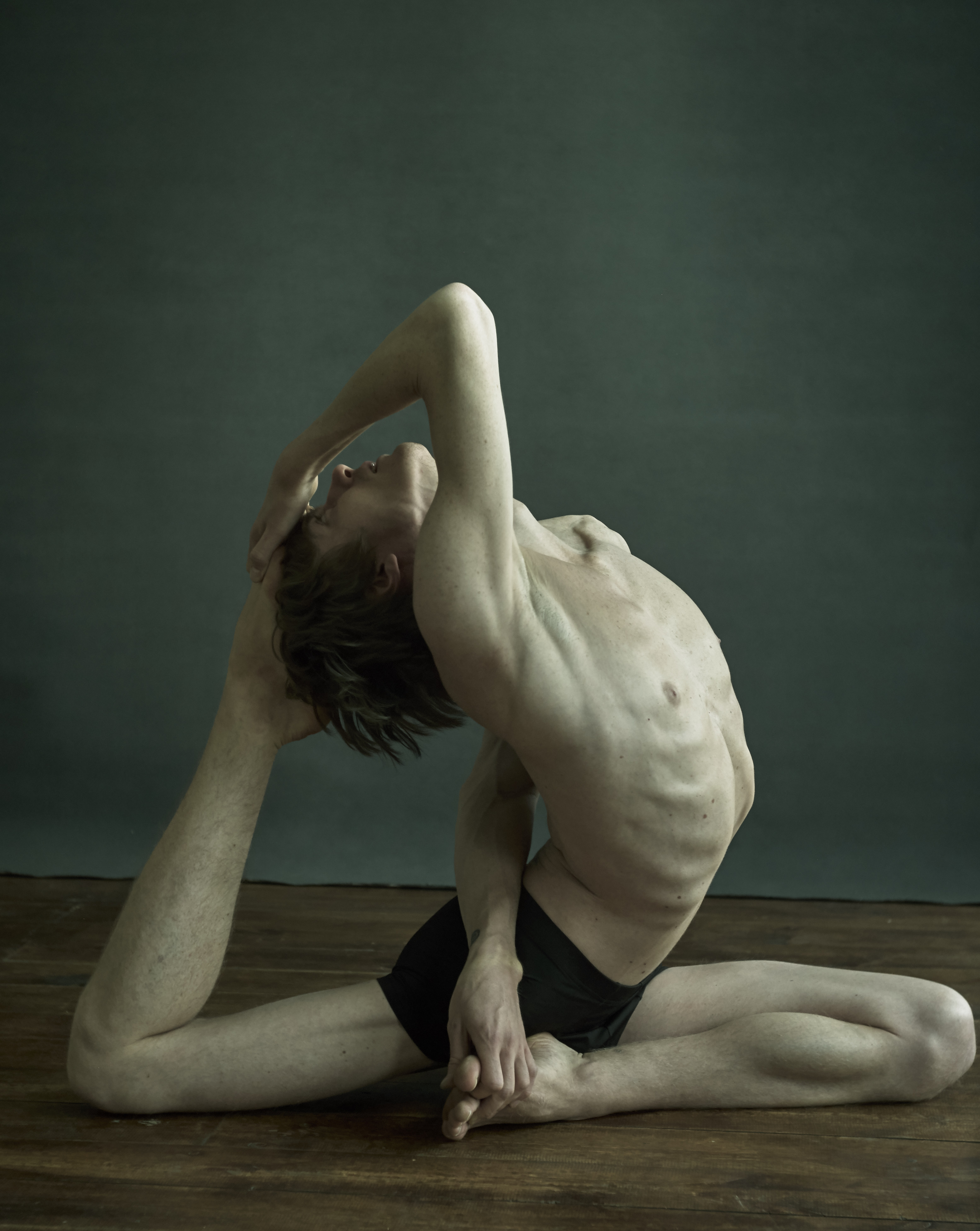
اکا پادا راجا کاپوتاسانا I

Eka Pada Rajakapotasana (سانسکریت: एक पाद राजकपोतासन ; IAST: Eka Pada Rājakapotāsana), Rajakapotasana، یا [یک پا] وضعیت شاه کبوتر یک آسانای خمیده به پشت نشسته در یوگا مدرن به عنوان ورزش است.

## ریشه‌شناسی
این نام از کلمات سانسکریت "eka" (एक) به معنای "یک" گرفته شده‌است. "پادا" (पाद) به معنای "پا"، "راجا" (राज) به معنای "شاه"، kapota (कपोत) به معنای "کبوتر" و آسانا (आसन) به معنای حالت نشستن. در این حالت، قفسه سینه همانند کبوتر دمنده (بادکنکی) به جلو هل داده می‌شود.
این حالت در قرن بیستم توسط دو تن از شاگردان کریشناماچاریا در نور در یوگا توصیف شده‌است.

## شرح
با نشستن در حالت دانداسانا (وضعیت چوب)، زانوی راست را خم کنید و پای راست را روی زمین بگذارید طوریکه پاشنه راست، کشاله ران پای چپ را لمس کند. زانوی راست را روی زمین نگه دارید. (در تنوعی از این حرکت، ساق پای راست را موازی جلوی مت نگه می‌داریم)
پای چپ را عقب ببرید و کل پا را روی زمین قرار دهید. جلوی ران چپ، زانو، ساق و رویه انگشتان پای چپ با زمین تماس دارند.
کف دستان را روی کمر بگذارید، قفسه سینه را به جلو هل بدهید، گردن را کشیده کنید و سر را به عقب ببرید. برای چند لحظه در این وضعیت باقی بمانید. سپس دست‌ها را روی زمین و در جلو قرار دهید و همچنان قفسه سینه را باز کنید.

## فواید
آرامش، قدرت، جذابیت و کنترل نیروی جنسی. در یوگا عامل کمال‌گرایی، جدیت، و سطح عمیقی از انعطاف‌پذیری و لطف است.